# 横纹蝇狮
横纹蝇狮（学名：Marpissa pulla）为跳蛛科蝇狮属的动物。分布于朝鲜、日本、台湾岛以及中国大陆的吉林、安徽、湖南、广东等地。